# Margarethe Stonborough
Margarethe Anna Maria Stonborough, née Wittgenstein le 19 septembre 1882 à Neuwaldegg (Autriche-Hongrie) et morte le 27 septembre 1958 à Vienne (Autriche), est une mécène autrichienne, fille du magnat de l'industrie Karl Wittgenstein, sœur du philosophe Ludwig Wittgenstein, du pianiste Paul Wittgenstein et propriétaire de l'hôtel particulier Wittgenstein à Vienne.

## Biographie

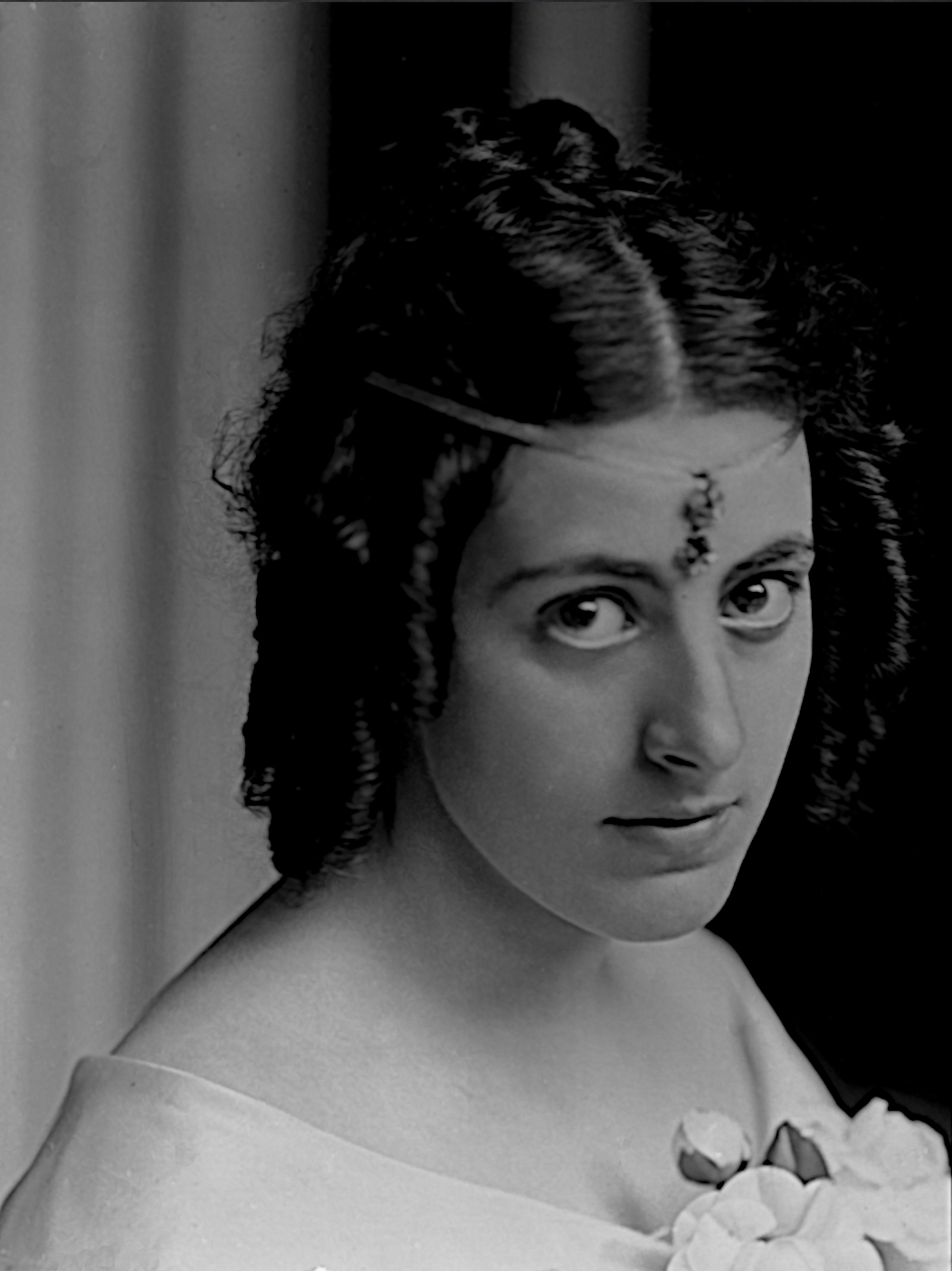
Photographie de Ferdinand Schmutzer (1903)

Margarethe Wittgenstein (surnommée Gretl)  est membre de la famille Wittgenstein, l'une des familles les plus fortunées de Vienne, famille d'origine juive extrêmement cultivée convertie au catholicisme. Son père, élevé dans la religion luthérienne et magnat de l'acier, est un patriarche autoritaire qui impose à ses fils une éducation en contradiction avec leurs aspirations artistiques. Trois d'entre eux se suicident et Ludwig Wittgenstein doit lutter tout au long de sa vie contre une dépression chronique. Leur mère Leopoldine, de religion catholique, élève ses enfants dans le catholicisme. C'est une musicienne douée. Margarethe Wittgenstein est férue de mathématiques, s'intéresse à la psychanalyse et à Karl Kraus. Elle travaille un temps comme chimiste à Zurich,  dessine d'après nature, tient un salon et toute sa vie exerce une grande influence sur son jeune frère Ludwig.
Elle épouse le 7 janvier 1905 un riche homme d'affaires et collectionneur d'art new yorkais, Jerome Stonborough (1873-1938), et s'installe avec lui à Berlin. Gustav Klimt peint son portrait la même année. Thomas Stonborough (fils de Jerome et Margarethe Stonborough) le vend en 1963 à la pinacothèque de Munich. Les Stonborough sont amis avec le mathématicien Hermann Rothe, dont la fille Margarethe est la filleule de baptême de Margarethe Stonborough. Ils achètent en 1913 la villa Toscana à Gmunden.
Après la Première Guerre mondiale, Margarethe Stonborough est nommée par l'administrateur de l'American Relief, Hoover (futur président américain), représentante spéciale de l'American Relief Program for Austria. Alors qu'elle travaille dans des prisons pour mineurs en tant que conseillère en psychothérapie, elle fait la connaissance de Sigmund Freud et se fait analyser par lui pendant deux ans. Ils demeurent en contact, jusqu'à la mort de Freud. Le ménage, qui a deux fils (Thomas et John), se sépare en 1923. En 1926–1928, Margarethe Stonborough-Wittgenstein fait construire par Paul Engelmann, élève d'Adolf Loos, un hôtel particulier cubiste à Vienne (Haus Wittgenstein, selon les dessins de son frère Ludwig. En juin 1938, quelques semaines après l'Anschluss, Jerome Stonborough se suicide à la villa Toscana. Margarethe Stonborough-Wittgenstein émigre en 1940 aux États-Unis et retourne en Autriche après la Seconde Guerre mondiale. Si elle parvient à retrouver une partie de ses biens qui lui avaient été confisqués par les lois raciales du Troisième Reich, elle décide la famille à vendre le palais Wittgenstein qui avait été en grande partie pillé.
Son fils aîné Thomas hérite de la maison Wittgenstein et la vend à un promoteur en 1968 — elle sera sauvée en 1971 de la démolition.

## Bibliographie

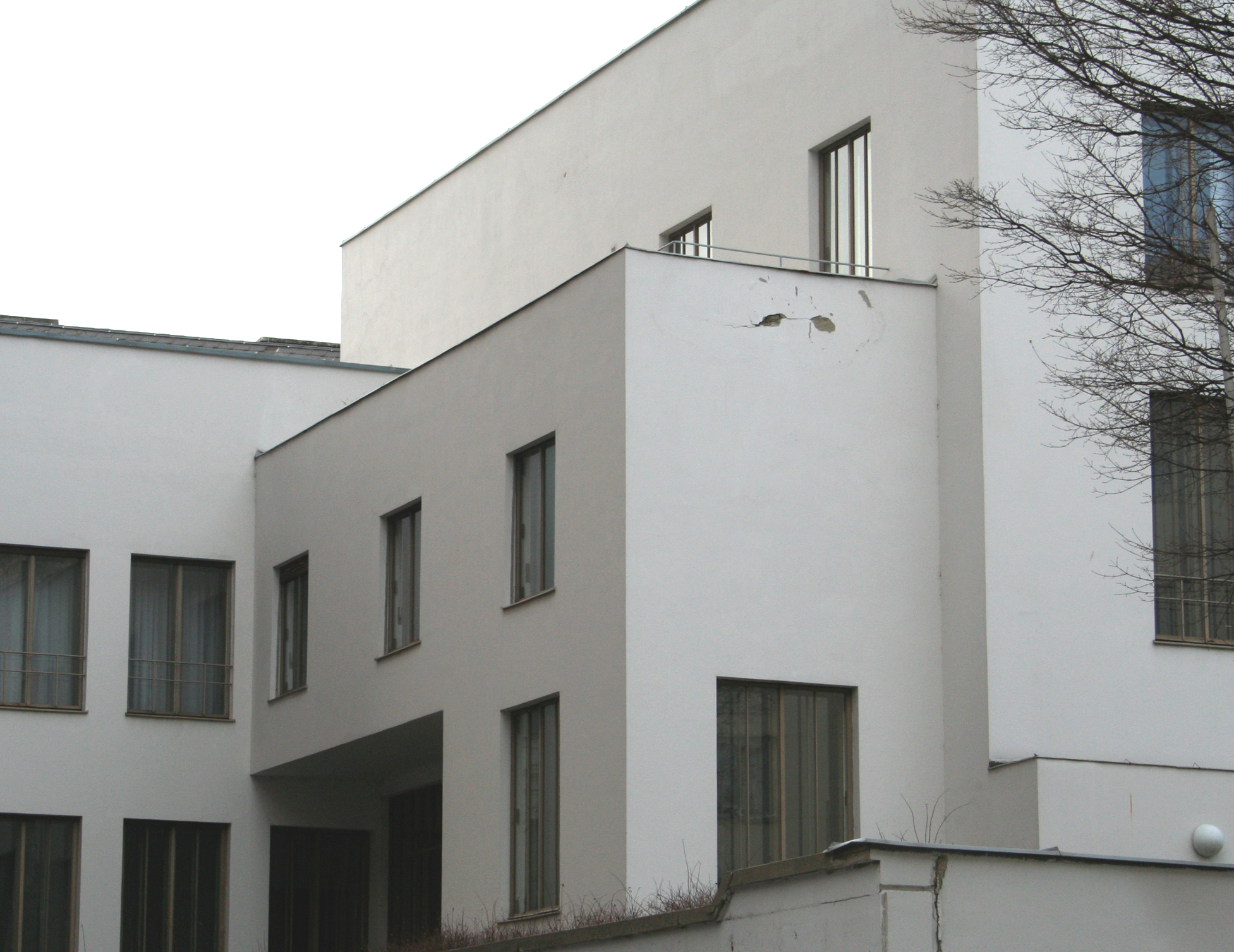
Vue de la Maison Wittgenstein.